# Čertov (přírodní rezervace)
Čertov je přírodní rezervace v katastrálním území obce Lazy pod Makytou v okrese Púchov v Trenčínském kraji na Slovensku. Území bylo vyhlášeno v roce 1993 a jeho rozloha je 84,62 hektarů. Předmětem ochrany jsou přirozená lesní společenstva na flyši ve středních horských polohách Javorníků.